# Quando tocca a te
Quando tocca a te/I duri hanno due cuori è il terzo singolo estratto dall'album di Luciano Ligabue Sopravvissuti e sopravviventi del 1993.

## Il disco
È stato pubblicato dall'etichetta discografica WEA come disco promozionale in formato CD singolo nel 1993 (catalogo PRO 476).
Nella discografia ufficiale i due brani sono conteggiati rispettivamente come terzo e quarto singolo estratto, tuttavia, come ammesso dallo stesso Ligabue, Quando tocca a te non sarebbe da considerare tale.

## Quando tocca a te
Una ballata dall'incedere militaresco ma dai toni morbidi, con pianoforte e chitarra acustica che sostituiscono quella elettrica. Nel finale spicca il contributo dei fiati della Asioli Jazz Band. Il testo invita, al momento giusto e in certe situazioni della vita, a rimboccarsi le maniche prendendosi le proprie responsabilità.

## I duri hanno due cuori
Questo brano (da solo) è stato ripubblicato nel 2013, in edizione limitata e numerata di 1 000 copie (composta da un 45 giri Picture Disc e un CD singolo), in occasione del 15º raduno (16 giugno) del Ligabue Fan Club ufficiale barMario Archiviato il 20 gennaio 2015 in Internet Archive..
Canzone parzialmente parlata, che riprende lo stile di Bambolina e barracuda contenuta in Ligabue (primo album di Luciano, pubblicato nel 1990), in cui si narra di Veleno (Benito Lorenzi), un personaggio con la fama di duro, e della sua vita fatta di poche soddisfazioni e molti momenti no, intesa come metafora della vita di ognuno. Anche qui viene citato il Bar Mario e, curiosamente, il brano diventa l'inno del fan club. La musica ha tonalità rock molto melodiche e tempo andante ma non troppo.

## Tracce
Testi e musiche di Luciano Ligabue.
1. Quanto tocca a te – 5:34
2. I duri hanno due cuori – 4:09

## Formazione
- Luciano Ligabue - voce, chitarra

### Clan Destino
- Gigi Cavalli Cocchi - batteria
- Max Cottafavi - chitarra
- Luciano Ghezzi - basso elettrico
- Gianfranco Fornaciari - tastiere

### Altri musicisti
- Asioli Jazz Band di Correggio diretta da Angelo Andreoli in Quando tocca a te